# Caelum, non animum mutant qui trans mare currunt
Caelum, non animum mutant qui trans mare currunt ("Mutano non il loro animo, ma il cielo coloro che vanno per mare") è una celebre frase tratta dalle Epistole di Quinto Orazio Flacco (Epistulae, I, 11, v.27), con cui il poeta saggiamente ricorda, in verso esametro, come nessuno possa sfuggire a sé stesso, e come la felicità e la serenità dell'animo siano un tesoro interiore, e non un privilegio acquisibile grazie soltanto a un viaggio oltremare.
Questo aforismo fu riproposto in termini simili (Animum debes mutare, non caelum) da Seneca, nelle Epistole a Lucilio.